# Episodi di She-Ra e le principesse guerriere (prima stagione)
La prima stagione della serie animata She-Ra e le principesse guerriere, composta da 13 episodi, è stata interamente pubblicata su Netflix il 13 novembre 2018, in tutti i paesi in cui il servizio è disponibile.
| nº | Titolo originale           | Titolo italiano             | Pubblicazione    |
| -- | -------------------------- | --------------------------- | ---------------- |
| 1  | The Sword: Part 1          | La spada (prima parte)      | 13 novembre 2018 |
| 2  | The Sword: Part 2          | La spada (seconda parte)    | 13 novembre 2018 |
| 3  | Razz                       | Razz                        | 13 novembre 2018 |
| 4  | Flowers for She-Ra         | Fiori per She-Ra            | 13 novembre 2018 |
| 5  | The Sea Gate               | Il cancello sul mare        | 13 novembre 2018 |
| 6  | System Failure             | Errore di sistema           | 13 novembre 2018 |
| 7  | In The Shadows of Mystacor | All'ombra di Mystacor       | 13 novembre 2018 |
| 8  | Princess Prom              | Il ballo delle principesse  | 13 novembre 2018 |
| 9  | No Princess Left Behind    | Lavoro di squadra           | 13 novembre 2018 |
| 10 | The Beacon                 | Il faro                     | 13 novembre 2018 |
| 11 | Promise                    | Promessa                    | 13 novembre 2018 |
| 12 | Light Hope                 | Light Hope                  | 13 novembre 2018 |
| 13 | The Battle of Bright Moon  | La battaglia di Bright Moon | 13 novembre 2018 |